# راجر اوری
راجر آوری (انگلیسی: Roger Avary؛ زادهٔ ۲۳ اوت ۱۹۶۵) یک فیلم‌نامه‌نویس، کارگردان و تهیه‌کننده اهل ایالات متحده آمریکا است.
وی همچنین برندهٔ جوایزی همچون جایزه اسکار بهترین فیلم‌نامه غیراقتباسی برای فیلم داستان عامه پسند شده‌است.

## فیلم‌شناسی
- تولد بهترین دوستم (۱۹۸۷) - فیلم‌بردار
- کشتن زوئی (۱۹۹۳) - نویسنده و کارگردان فیلم
- داستان عامه‌پسند (۱۹۹۴) - نویسنده
- آقای استیچ (۱۹۹۵) - نویسنده و کارگردان
- پسر بوگی (۱۹۹۸) - تهیه‌کننده فیلم
- قوانین جاذبه (۲۰۰۲) - نویسنده و کارگردان
- سایلنت هیل (۲۰۰۶) - نویسنده
- بئوولف (۲۰۰۷) - نویسنده
- روز شانس (۲۰۱۹) - نویسنده و کارگردان